# Deutzia zentaroana
Deutzia zentaroana är en hortensiaväxtart som beskrevs av Takenoshin Nakai. Deutzia zentaroana ingår i släktet deutzior, och familjen hortensiaväxter. Inga underarter finns listade i Catalogue of Life.